# La Désintégration (film, 1990)
Pour les articles homonymes, voir La Désintégration.
Pour plus de détails, voir Fiche technique et Distribution.
La Désintégration (Распад, Raspad) est un film soviétique réalisé par Mikhaïl Belikov, sorti en 1990.

## Fiche technique
- Titre original : Распад
- Titre français : La Désintégration[1]
- Réalisation : Mikhaïl Belikov
- Scénario : Mikhaïl Belikov, Oleg Prikhodko
- Photographie : Vassili Trouchkovski, Alexandre Chigaïev
- Musique : Ihor Stetsiouk
- Pays d'origine : URSS
- Format : Couleurs - 35 mm - Mono
- Genre : drame
- Durée : 102 minutes
- Date de sortie : 1990

## Distribution
- Sergueï Chakourov : Alexandre Jouravliov
- Tatiana Kotchemassova : Lioudmila Jouravliova
- Stanislav Stankevitch
- Gueorgui Drozd : Anatoli Stepanovitch
- Alexeï Serebriakov : Valeri
- Marina Moguilevskaïa : Liouba
- Aleksey Gorbounov : Chourik
- Anatoli Grochevoï : Ignati
- Nikita Bouldovski : Kolka
- Natalia Plakhotniouk : Maria
- Nikolaï Dossenko : Valentin Ivanovitch
- Valeri Cheptekita : Dmitri Stepanovitch
- Valentina Massenko : Lida
- Tarass Mikitenko : Dimka
- Vladimir Olekseïenko : Ossip Loukitch
- Nina Antonova : voisin Ignatia